# Gladys George
Gladys George (Patten, Maine 1904. szeptember 13. – Los Angeles, Kalifornia, 1954. december 8.) Oscar-díjra jelölt amerikai színésznő.

## Élete és pályafutása
Brit szülők gyermekeként született Maine államban. Szülei vaudeville színészek voltak, saját társulatukkal, a Három Clare's-szel (The Three Clare's) az országot járták. George három éves volt, mikor szülei szerepet adtak neki egy műsorban. 1918-ban debütált a Broadwayn Maurice Maeterlinck híres regényének, A kék madárnak a színpadra adaptált folytatásában, Az eljegyzésben. Színészi játékát már Pauline Frederick társulatánál tökéletesítgette.
1919-ben George főszerepet kapott egy hollywoodi némafilmben, a Red Hot Dollarsban, amiben Charles Ray mellett játszott. Az ifjú színésznő szépen egyengette a karrierjét, amíg egy váratlan baleset hirtelenjében ennek véget nem vetett: George arca megégett, ezért felépüléséig visszatért a színpadra. 1922-ben hozzáment a színész Ben Erwayhez, akitől 1930-ban elvált. A harmincas évek elején George-ot feleségül vette a milliomos üzletember, Edward H. Fowler.
1934-ben egy gengszter szeretőjének szerepében tért vissza Hollywoodba a Straight Is the Way című filmben, Franchot Tone, May Robson és Karen Morley mellett. Ugyanezen évben aratott hatalmas sikert a Broadwayn a Personal Appearance szeszélyes filmsztárának szerepében, amit Mae West később átírt és eljátszott Go West, Young Man címmel 1936-ban. A sors iróniája volt, mikor George-ot férje rajtakapta a darab főszereplőjével, Leonard Penn-nel, mintha George megpróbált volna felnőni az ünnepelt szerepéhez. 1935-ben a házaspár elvált, de George még ebben az évben megtartotta esküvőjét Leonard Penn-nel.
1936-ban mutatták be George egyik legjobbnak tartott filmjét, a Valiant Is the World for Carrie-t, amiért Oscar-díjra is jelölték és a legmagasabban fizetett sztárok közé került. 1937-ben Spencer Tracyvel játszott együtt a They Gave Him a Gun című filmben, és a Madame X újabb feldolgozásának főszerepét is megkapta, ami rendkívül passzolt a színésznő hírhedt, akkori kemény partiadó életmódjához. A negyvenes évek felé járva azonban George arcán kezdtek kiütközni életvitelének jelei, ezért a főcím helyett a stúdió mellékszerepeket juttatott neki. Így érkezett Madame du Barryhoz a Marie Antoinette-ben Norma Shearerrel, és Panama Smith-hez A viharos húszas években (más fordításban Az alvilág alkonya címmel) James Cagney-vel és Humphrey Bogarttal. Panama szerepe megadta az esélyt George-nak, hogy a híres zárómondat tőle hangozhasson el: Nagymenő volt.
George a tévében is felbukkant egy-egy sorozat epizódjában, filmes szerepei már visszafogottabbak lettek. Együtt játszott Joan Crawforddal a Flamingó útban és John Garfielddal a He Ran All the Way című filmben. 1946-ban negyedik házasságát kezdte egy nála húsz évvel fiatalabb hotel hordárral, akitől négy év után elvált. Az ötvenes évekre a színésznő már egészségügyi gondokkal küzdött, utoljára 1954-ben bukkant fel a Lineup sorozat egy epizódjában. Stroke vitte el december 8-án, de háziorvosa gyanakodott arra, hogy az altatót adagolták túl.

## Filmográfia

### Film
| Év   | Cím                            | Szerep                 |
| ---- | ------------------------------ | ---------------------- |
| 1919 | Red Hot Dollars                | Janet Muir             |
| 1920 | The Woman in the Suitcase      | Ethel                  |
| 1920 | Below the Surface              | Alice                  |
| 1920 | Homespun Folks                 | Beulah Rogers          |
| 1921 | The Easy Road                  | Isabel Grace           |
| 1921 | Chickens                       | Julia Stoneman         |
| 1921 | The House that Jazz Built      | Lila Drake             |
| 1934 | Straight Is the Way            | Shirley                |
| 1936 | Valiant Is the Word for Carrie | Carrie Snyder          |
| 1937 | They Gave Him a Gun            | Rose Duffy             |
| 1937 | Madame X                       | Jacqueline Fleuriot    |
| 1938 | Love Is a Headache             | Carlotta 'Charlie' Lee |
| 1938 | Marie Antoinette               | Madame du Barry        |
| 1939 | I'm from Missouri              | Julie Bliss            |
| 1939 | Megértés                       | Clara Paulding         |
| 1939 | A viharos húszas évek          | Panama Smith           |
| 1939 | A Child Is Born                | Florette               |
| 1940 | The House Across the Bay       | Mary Bogel             |
| 1940 | Elsodort ember                 | Anna Kriza             |
| 1941 | The Lady from Cheyenne         | Elsie                  |
| 1941 | Hit The Road                   | Molly Ryan             |
| 1941 | A máltai sólyom                | Iva Archer             |
| 1943 | The Crystal Ball               | Madame Zenobia         |
| 1943 | A nehéz út                     | Lily Emery             |
| 1944 | Christmas Holiday              | Valerie De Merode      |
| 1944 | Minstrel Man                   | Mae White              |
| 1945 | Steppin' in Society            | Penelope Webster       |
| 1946 | Életünk legszebb évei          | Hortense Derry         |
| 1947 | Millie's Daughter              | Millie Maitland        |
| 1948 | Alias a Gentleman              | Madge Parkson          |
| 1949 | Flamingó út                    | Lute Mae Sanders       |
| 1950 | Bright Leaf                    | Rose                   |
| 1950 | Undercover Girl                | Liz Crow               |
| 1951 | He Ran All the Way             | Mrs. Robey             |
| 1951 | Lullaby of Broadway            | Jessica Howard         |
| 1951 | Detektívtörténet               | Miss Hatch             |
| 1951 | Silver City                    | Mrs. Barber            |

### Televízió
| Év   | Cím                      | Szerep                         |
| ---- | ------------------------ | ------------------------------ |
| 1951 | The Bigelow Theatre      | (egy epizód)                   |
| 1953 | Your Jeweler's Showcase  | (két epizód)                   |
| 1953 | Chevron Theatre          | Mrs. Gina Clinton (egy epizód) |
| 1953 | Mr. & Mrs. North         | Madame Zodiac (egy epizód)     |
| 1954 | Hopalong Cassidy         | Mrs. Edna Turner (egy epizód)  |
| 1954 | The Pepsi-Cola Playhouse | Sal (egy epizód)               |
| 1954 | The Lineup               | Gladys Knight (egy epizód)     |

## Fellépések a Broadwayn
- Az eljegyzés (1918–19)
- Queer People (1934)
- The Milky Way (1934)
- Personal Appearance (1934–35)
- Lady in Waiting (1940)
- The Distant City (1941)

## Díjak és jelölések
- 1937: Oscar-díj a legjobb női főszereplőnek (jelölés) – Valiant Is the World for Carrie